# 工农检查院
工农检查院是苏俄与苏联从1920年至1934年对各级政府机关与企业实行广泛的群众性监督的国家机关。

## 历史
1918年1月设立国家监察人民委员部。1919年3月改组，斯大林兼任国家监察人民委员（后为工农检查院人民委员）至1922年4月。
1920年2月7日，苏俄中央执行委员会决定把国家监察人民委员部改为工农检查院。用于反官僚、反怠工。国家监察人民委员斯大林担任工农检查院负责人。
1923年召开的联共（布）第十二次代表大会根据列宁建议，工农检查院与联共（布）中央监察委员会合署办公，实行大幅度精简，同时要求其工作人员要忠于苏维埃政权，了解国家机关情况，经过严格的考试选拔产生。
1929年，工农检查院投诉局与全联盟工会中央理事会投诉局合并。
1934年联共（布）十七大，决定在苏联人民委员会下成立苏维埃监察委员会接替其全部职能。 